# Tiempo propio
El término tiempo propio (enmarcado dentro de la teorías de la relatividad de Einstein) es el tiempo que miden todo el conjunto de observadores, cada uno en reposo con respecto a los otros, sobre un determinado suceso que también está ocurriendo en reposo con respecto a ellos. Los observadores que se están moviendo a velocidad constante con respecto a los otros y, en consecuencia, con respecto al suceso determinado percibirían la llamada dilatación del tiempo. Aun así, ellos mismos tendrían su tiempo propio al momento de observar sucesos que se encuentran en reposo con respecto a ellos.
La dilatación del tiempo ha sido observada y medida en diversos experimentos, y revela que el tiempo que mide un observador en movimiento uniforme respecto a otro mide un intervalo de tiempo más pequeño que el que está en reposo (aunque la perspectiva del observador en movimiento es que es el otro quien mide un intervalo más pequeño, cosa que conduce a la paradoja de los gemelos).

## Tiempo propio en movimiento uniforme
Si consideramos un sistema de coordenadas galileano o inercial en el que la partícula se mueve a la velocidad v tenemos, que el tensor métrico se expresa como:

{\displaystyle g=-c^{2}d\tau \otimes d\tau =-c^{2}dt\otimes dt+dx\otimes dx+dy\otimes dy+dz\otimes dz=-c^{2}dt\otimes dt+v_{x}^{2}dt\otimes dt+v_{y}^{2}dt\otimes dt+v_{z}^{2}dt\otimes dt}
{\displaystyle g=-c^{2}d\tau \otimes d\tau =-c^{2}\left(1-{\frac {v_{x}^{2}+v_{y}^{2}+v_{z}^{2}}{c^{2}}}\right)dt\otimes dt}

Y de ahí que la variación del tiempo propio se defina simplemente como:

{\displaystyle \Delta \tau ={\sqrt {1-{\cfrac {v_{x}^{2}+v_{y}^{2}+v_{z}^{2}}{c^{2}}}}}\Delta t={\sqrt {1-{\cfrac {v^{2}}{c^{2}}}}}\Delta t}

La definición de tiempo propio implica describir el curso que una partícula de prueba, observador o reloj le toma para viajar por un espacio-tiempo y la estructura métrica de ese espacio-tiempo en particular.
Se puede observar que cuando {\displaystyle v/c\ll 1} ambos tiempos, el tiempo coordenado y el tiempo propio, coinciden como predice la mecánica clásica. Eso permite que para pequeñas velocidades podamos usar el supuesto de la mecánica clásica de que existe un tiempo absoluto o referencia temporal universal común a todos los observadores, así un observador "clásico" todo lo que tiene que hacer es medir el intervalo de su tiempo propio, e inferir que otros observadores que se mueven a pequeñas velocidades respecto a él miden el mismo intervalo de tiempo.

## Tiempo propio en movimiento acelerado
Si consideramos una partícula de masa m que se mueve bajo la acción de una fuerza constante F, tenemos la siguiente ecuación de movimiento:

{\displaystyle {\frac {d}{dt}}\left({\frac {m\mathbf {v} }{\sqrt {1-v^{2}/c^{2}}}}\right)=\mathbf {F} }

Integrando la anterior ecuación del movimiento se llega a:

{\displaystyle {\begin{cases}\mathbf {v} (t)={\frac {\mathbf {w} t+\mathbf {v} _{0}}{\sqrt {1+{\frac {\|\mathbf {w} t+\mathbf {v} _{0}\|^{2}}{c^{2}}}}}}\\\mathbf {r} (t)=\mathbf {r} _{0}+{\frac {\mathbf {w} c^{2}}{w^{2}}}\left[{\sqrt {1+{\frac {\|\mathbf {w} t+\mathbf {v} _{0}\|^{2}}{c^{2}}}}}-1\right]+{\frac {c}{w}}\left(\mathbf {v} _{0}-\mathbf {w} {\frac {\mathbf {v} _{0}\cdot \mathbf {w} }{w^{2}}}\right)\ln \left[{\frac {wt}{c}}+{\frac {\mathbf {v} _{0}\cdot \mathbf {w} }{cw}}+{\sqrt {1+{\frac {\|\mathbf {w} t+\mathbf {v} _{0}\|^{2}}{c^{2}}}}}\right]\end{cases}}}

Donde:
{\displaystyle {\begin{matrix}\mathbf {w} :={\frac {\mathbf {F} }{m}}&&\mathbf {v} _{0}:={\frac {\mathbf {v} (0)}{\sqrt {1+{\frac {\|\mathbf {v} (0)\|^{2}}{c^{2}}}}}}\end{matrix}}}
El tiempo propio para la partícula acelerada puede relacionarse con el tiempo coordenado de un observador inercial mediante la siguiente integración:

{\displaystyle \tau ={\frac {c}{w}}\ln \left[{\frac {wt}{c}}+{\frac {\mathbf {v} _{0}\cdot \mathbf {w} }{cw}}+{\sqrt {1+{\frac {\|\mathbf {w} t+\mathbf {v} _{0}\|^{2}}{c^{2}}}}}\right]}

## Tiempo propio en relatividad general
La métrica más general posible tanto en relatividad especial, cuando consideramos sistemas de referencia no inerciales, como en relatividad general, cuando el espacio-tiempo no es plano puede escribirse en la notación física abreviada como:

(*){\displaystyle ds^{2}=g_{ab}dx^{a}dx^{b}=\left[{\sqrt {g_{00}}}dx^{0}+{\frac {g_{0\alpha }}{\sqrt {g_{00}}}}dx^{\alpha }\right]^{2}+\left[g_{\alpha \beta }-{\frac {g_{0\alpha }g_{0\beta }}{g_{00}}}\right]dx^{\alpha }dx^{\beta }}

Donde los índices {\displaystyle \scriptstyle a,b\in \{0,1,2,3\}} y los índices {\displaystyle \scriptstyle \alpha ,\beta \in \{1,2,3\}}. El primer término del segundo miembro tiene propiedades relacionadas con el tiempo físico, mientras que el tensor que simétrico covariante que aparece en el segundo término puede interpretarse como un tensor métrico tridimensional definido positivo. Las propiedades de esos dos sumandos nos permiten introducir la distancia física y el tiempo físico medido por un observador. Entonces el tiempo propio de una partícula que se mueve según la curva: {\displaystyle \scriptstyle \gamma (\lambda )=(x^{0}(\lambda ),x^{1}(\lambda ),x^{2}(\lambda ),x^{3}(\lambda ))\;} puede evaluarse sencillamente como:

{\displaystyle \tau ={\frac {1}{c}}\int _{0}^{\lambda _{f}}{-\left[{\sqrt {g_{00}}}{\dot {x}}^{0}+{\frac {g_{0\alpha }}{\sqrt {g_{00}}}}{\dot {x}}^{\alpha }\right]}d\lambda }

Donde {\displaystyle \scriptstyle {\dot {x}}^{\alpha }=dx^{\alpha }/d\lambda }. Sin embargo conviene recordar, que si la métrica no es estática, dos observadores que partieron de un mismo punto y arribaron al mismo punto, a lo largo de trayectorias diferentes diferirán en el tiempo transcurrido, tal como sucede en la paradoja de los gemelos, haciendo imposible en general la sincronización de relojes. La sincronización de relojes es posible solo cuando la 1-forma del primer término del segundo miembro de (*) es una diferencial exacta.